# Momodu Mutairu
Momodu Mutairu (1976. szeptember 2. –) nigériai válogatott labdarúgó.

## Nemzeti válogatott
A nigériai válogatottban 2 mérkőzést játszott.

## Statisztika
| Nigériai válogatott | Nigériai válogatott | Nigériai válogatott |
| Időszak             | Mérk.               | gól                 |
| ------------------- | ------------------- | ------------------- |
| 1995                | 2                   | 0                   |
| Összesen            | 2                   | 0                   |